# Pluty (województwo wielkopolskie)
Pluty – osada w Polsce położona w województwie wielkopolskim, w powiecie pilskim, w gminie Szydłowo. Miejscowość wchodzi w skład sołectwa Skrzatusz.
W latach 1975–1998 miejscowość administracyjnie należała do województwa pilskiego.
Przez wieś biegnie droga lokalna łącząca Skrzatusz z Dobinem używana przez mieszkańców okolicznych miejscowości jako skrót drogi krajowej numer 10 na odcinku Piła - Wałcz. 
W budynkach po zamkniętym PGR-ze znajduje się siedziba przedsiębiorstwa Sjorup Traktor Polska zajmującego się handlem maszynami rolniczymi i częściami do nich.